# Planolocha obliquata
Planolocha obliquata är en fjärilsart som beskrevs av T.P. Lucas 1892. Planolocha obliquata ingår i släktet Planolocha och familjen mätare. Inga underarter finns listade i Catalogue of Life.